# Carmine Persico
Carmine John Persico (Nova Iorque, 8 de agosto de 1933 – Durham, 7 de março de 2019), conhecido pelos apelidos de "Junior" (como era conhecido pelas ruas), "The Snake" (como era apelidado pelos amigos) e "Immortal", devido ao fato de ter sido alvejado por vinte vezes, foi o chefe da Família Colombo de 1973 até sua morte em  2019, sendo um dos principais cabeças da Máfia nos Estados Unidos.
Foi conhecido pelo seu mau feitio e pela maneira bruta e sádica como governava a sua família. Foi condenado a mais de 100 anos de prisão por diversos crimes. O FBI afirmou que ele ditou o destino da família Colombo de dentro da prisão. Quando adolescente, tornou-se líder de um grupo chamado "The Garfield Boys". Quando tinha 17 anos fez a sua primeira vítima.
Faleceu em 7 de março de 2019 no centro médico da Universidade Duke, aos 85 anos de idade, enquanto ainda cumpria pena de 139 anos em prisão federal.